# Aliona Moon

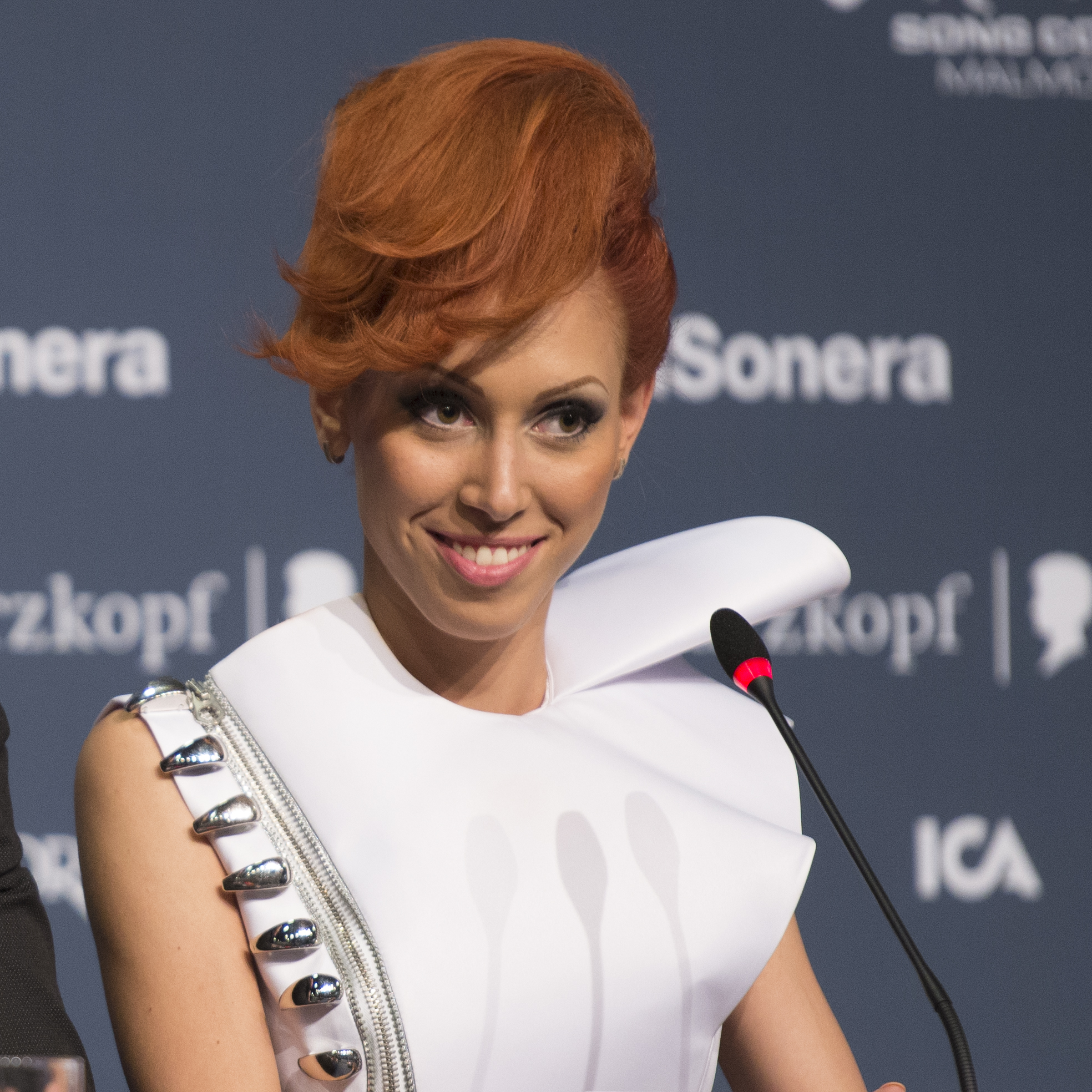
Aliona Moon (2013)

Aliona Moon (eigentlich: Aliona Munteanu; * 25. Mai 1989 in Chișinău) ist eine moldauische Popsängerin.

## Leben und Wirken
In ihrer Heimat wurde sie 2010 als Teilnehmerin der Castingshow Fabrica de Staruri 2, der moldauischen Version von Fame Academy, bekannt, in der sie Platz drei erreichte. Im Jahr 2012 war sie als Backgroundsängerin von Pasha Parfeny beim Eurovision Song Contest zugegen.
Ein Jahr später nahm sie mit dem Popsong A Million am moldauischen Vorentscheid zum Eurovision Song Contest 2013 teil, bei dem sie sich gegen 23 weitere Teilnehmer durchsetzen konnte. Zwei Tage später entschied sich die Sängerin zusammen mit dem moldauischen Fernsehsender TRM, dass sie beim ESC 2013 in Malmö mit der rumänischen Version O mie („Eintausend“) für Moldau starten wird. Sie erreichte hier das Finale und belegte am Ende Platz elf.
2014 nahm sie an der Musikshow Vocea României, der rumänischen The-Voice-Version teil. Sie erreichte das Finale und belegte dort den vierten Platz.
Seit August 2018 ist Moon verheiratet.
Im März 2023 nahm sie an der moldauischen Vorentscheidung zum Eurovision Song Contest teil und belegte mit Du-mă den dritten Platz.